# 藤原有佐
藤原 有佐（ふじわら の ありすけ、生年不詳 - 天永元年9月20日（1110年11月3日））は、平安時代後期の貴族。後三条天皇の落胤。藤原北家道綱流、讃岐守・藤原顕綱の養子。官位は正四位下・近江守。

## 経歴
後三条天皇と掌侍であった平親子（侍従内侍）の間に産まれるが、母親の身分が低かったため藤原顕綱の子として育てられる。後三条天皇が扇に有佐の名を書いて、侍従内侍に与えたという。顕綱の母の藤原明子（弁乳母）が後三条天皇の母である禎子内親王の乳母だった関係で、明子の息子である顕綱の養子となったともされる
兵衛佐・中務少輔・甲斐守を経て、白河院政期初頭の寛治元年（1087年）従四位下に叙せられる。その後、嘉保元年（1095年）土佐守、康和4年（1102年）ごろ紀伊守、天仁元年（1108年）近江守と白河院政期前半に受領を歴任する一方、嘉承2年（1107年）令子内親王が皇后に立てられると、有佐は皇后宮亮を兼ねた。位階は天仁元年（1108年）正四位下に至る。
天永元年（1110年）任期途中で近江守を辞任し、同年9月20日卒去。

## 人物
右大臣・源師房が中務少輔の官職にあった有佐に路上で出会った際、有佐は車から降りて師房に敬意を表した。その時の様子が後三条院にそっくり似ており、師房は有佐に対して気の毒に感じたという。

## 官歴
- 時期不詳：兵衛佐[3]。中務少輔[1]。甲斐守[3]
- 寛治元年（1087年） 11月18日：従四位下、見前甲斐守[4]
- 嘉保元年（1095年） 2月22日：土佐守[5]
- 康和4年（1102年） 3月8日：見紀伊守[6]
- 嘉承2年（1107年） 12月5日：兼皇后宮亮（皇后・令子内親王）、見従四位上[6]
- 天仁元年（1108年） 4月14日：兼近江守[6]。11月20日：正四位下[6]
- 天永元年（1110年） 日付不詳：辞近江守[7]。9月20日：卒去[3]

## 系譜
『尊卑分脈』による。
- 父：後三条天皇
- 母：平親子（平経国の娘、侍従内侍） - 掌侍
- 養父：藤原顕綱
- 妻：右京大夫通宗の娘
  - 男子：藤原重基（?-1136）
- 妻：藤原成国の娘
  - 男子：藤原有兼
- 生母不詳の子女
- 男子：寛舜
- 男子：有基

『寛政重修諸家譜』では、有佐の4代孫・藤原為綱が伊豆国司に任じられ、伊豆国狩野荘田代郷で工藤茂光の娘との間に田代信綱が生まれたという。その末裔の田代氏は後三条源氏を称している。